# Distretto di Shuangyang
Il distretto di Shuangyang (双阳区S, Shuāngyáng QūP) è un distretto della Cina, situato nella provincia di Jilin e amministrato dalla prefettura di Changchun.